# Abel Billy
Pour les articles homonymes, voir Billy.
Abel Billy (Saint-Porchaire, 13 octobre 1909 - Mort pour la France le 21 août 1944 à Hyères) est un militaire français, Compagnon de la Libération. Engagé dès 1940 dans les forces françaises libres, il combat au Proche-orient, en Afrique du nord et en Italie avant de participer au débarquement de Provence et aux combats de Libération de la France au cours desquels il est tué.

## Biographie

### Jeunesse et engagement
Abel Billy naît le 13 octobre 1909 à Saint-Porchaire, ancienne commune indépendante aujourd'hui intégrée à Bressuire dans les Deux-Sèvres. Fils d'un secrétaire de mairie vétéran de la Grande guerre, il passe le concours de percepteur après ses études secondaires et entre au Trésor public.

### Seconde Guerre mondiale
Abel Billy est en poste à la trésorerie générale de Brazzaville lorsque survient la Seconde Guerre mondiale. Mobilisé à sa demande en 1939, il n'accepte pas l'armistice du 22 juin 1940 et participe au ralliement du Congo français à la France libre au mois d'août. Engagé dès lors dans les forces françaises libres, il est promu sergent et affecté en janvier 1941 au Bataillon de marche no 1. Il participe avec cette unité à la campagne de Syrie au cours de laquelle il est blessé d'une balle dans l'épaule le 14 juin. Après sa convalescence, il rejoint le BM1 et suit des cours d'officier à la suite desquels il est promu aspirant en janvier 1942. Devenu chef de section, il s'illustre à la tête de ses hommes lors de la guerre du désert en Libye où il participe aux conquêtes des provinces de Fezzan et de Tripolitaine. Au sein de la colonne Leclerc à laquelle est subordonné le BM1, il prend part à la prise de Mourzouq en janvier 1943 et y reste stationné avant d'être muté en mai dans la brigade du Tchad commandée par Jacques Massu, puis en août à la 4e brigade de la 1re division française libre.
Chef de section dans la 4e compagnie antichar de cette brigade, il participe à la campagne d'Italie puis au débarquement de Provence en août 1944. Le 21 août à Hyères, alors qu'il menait ses hommes à l'assaut du Golf Hôtel transformé en blockhaus par les allemands, Abel Billy est atteint d'une balle dans le cou et meurt de sa blessure. Inhumé dans un premier temps au cimetière militaire de La Londe-les-Maures, son corps est par la suite transféré dans le caveau familial à Sauzé-Vaussais dans son département natal.

## Décorations
|  |  |  |  |  |  |
|  |  |  |  |  |  |

| Chevalier de la Légion d'honneur[Quand ?] | Chevalier de la Légion d'honneur[Quand ?] | Compagnon de la Libération | Compagnon de la Libération | Croix de guerre 1939-1945 | Croix de guerre 1939-1945 |
| Médaille coloniale                        |                                           |                            |                            |                           |                           |